# Ernesto Azzini
Ernesto Azzini, né le 17 octobre 1885 à Rodigo, dans la province de Mantoue en Lombardie et mort le 14 juillet 1923 à Milan, est un coureur cycliste italien du début du XXe siècle. 

## Biographie
Il a notamment remporté une étape du Tour de France 1910 et deux étapes du Tour d'Italie, en 1910 et 1912. Il est le premier Italien à avoir gagné une étape du Tour de France. Il meurt de la tuberculose, tout comme ses deux frères Giuseppe et Luigi, également cyclistes professionnels.

## Palmarès
- 1906
  - Milan-Vérone
- 1907
  - Grand Prix Peugeot
  - 2e du Tour de Lombardie
- 1908
  - Milan-Vérone
  - San Remo-Vintimille-San Remo
  - 3e du Tour de Sicile
- 1909
  - 6e du Tour d'Italie
- 1910
  - Coppa Savone
  - 1re étape du Tour d'Italie
  - 15e étape du Tour de France
- 1912
  - Championnat de l'US Milanese
  - 3e étape du Tour d'Italie (par équipes)
- 1921
  - 3e de Monte Carlo-Mont Agel

## Résultats sur les grands tours

### Tour de France
1 participation
- 1910 : 13e, vainqueur de la 15e étape

### Tour d'Italie
4 participations
- 1909 : 6e
- 1910 : abandon, vainqueur de la 1re étape, leader pendant 1 étape
- 1911 : abandon
- 1912 : 6e avec l'équipe Legnano (classement par équipes), vainqueur de la 3e étape